# ISA World Surfing Games
Die ISA World Surfing Games (bis 1994 World Surfing Championships) sind von der International Surfing Association organisierte Weltmeisterschaften im Surfen.

## Austragungen
| Jahr                            | Austragungsort            | Land                   |
| ------------------------------- | ------------------------- | ---------------------- |
| ISF World Surfing Championships |                           |                        |
| 1964                            | Manly                     | Australien             |
| 1965                            | Lima                      | Peru                   |
| 1966                            | San Diego                 | Vereinigte Staaten     |
| 1968                            | Rincón                    | Puerto Rico            |
| 1970                            | Torquay – Lorne – Johanna | Australien             |
| 1972                            | San Diego                 | Vereinigte Staaten     |
| ISA World Surfing Championships |                           |                        |
| 1978                            | East London               | Südafrika              |
| 1980                            | Biarritz                  | Frankreich             |
| 1982                            | Gold Coast                | Australien             |
| 1984                            | Huntington Beach          | Vereinigte Staaten     |
| 1986                            | Newquay                   | Vereinigtes Königreich |
| 1988                            | Aguadilla                 | Puerto Rico            |
| 1990                            | Chiba                     | Japan                  |
| 1992                            | Lacanau                   | Frankreich             |
| 1994                            | Rio de Janeiro            | Brasilien.             |
| ISA World Surfing Games         |                           |                        |
| 1996                            | Huntington Beach          | Vereinigte Staaten     |
| 1998                            | Lissabon                  | Portugal               |
| 2000                            | Maracaípe                 | Brasilien              |
| 2002                            | Durban                    | Südafrika              |
| 2004                            | Salinas                   | Ecuador                |
| 2006                            | Huntington Beach          | Vereinigte Staaten     |
| 2008                            | Costa de Caparica         | Portugal               |
| 2009                            | Playa Hermosa             | Costa Rica             |
| 2010                            | Punta Hermosa             | Peru                   |
| 2011                            | Pedasí                    | Panama                 |
| 2013                            | Santa Catalina            | Panama                 |
| 2014                            | Punta Rocas               | Peru                   |
| 2015                            | Popoyo                    | Nicaragua              |
| 2016                            | Jacó                      | Costa Rica             |
| 2017                            | Biarritz                  | Frankreich             |
| 2018                            | Tahara                    | Japan                  |
| 2019                            | Miyazaki                  | Japan                  |
| 2021                            | Surf City                 | El Salvador            |
| 2022                            | Huntington Beach          | Vereinigte Staaten     |
| 2023                            | Surf City                 | El Salvador            |
| 2024                            | Arecibo                   | Puerto Rico            |